# Nones (peuple)
Pour les articles homonymes, voir None.
Les Nones (ou Noon) sont un peuple de l'ouest du Sénégal. Ils font partie des Sérères.

## Territoire
On les trouve surtout dans la région de Thiès.

## Population
Dans ses Esquisses sénégalaises (1853), l'abbé Boilat les décrivait ainsi : « C'est une belle race noire. Les hommes sont grands et de fort belle constitution [...], tous assez bien vêtus [...], très doux, mais d'un caractère ferme et indépendant ».

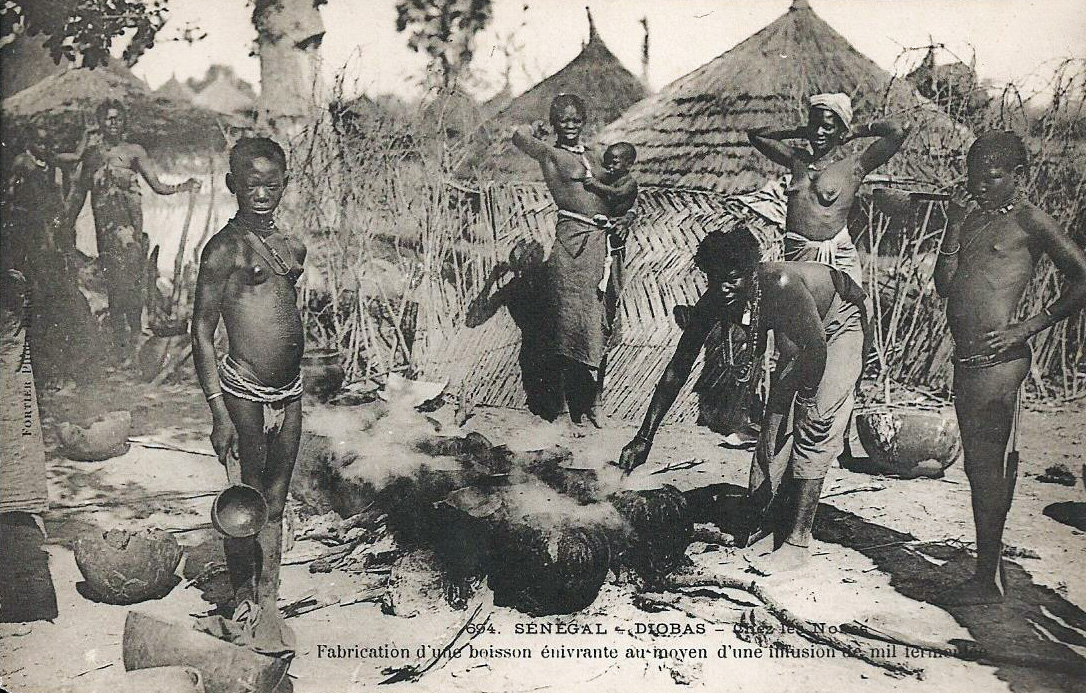
Dans le Diobas, fabrication d'une boisson enivrante au moyen d'une infusion de mil fermentée (AOF).

Ils ont très souvent échappé à la domination des royaumes du Cayor et du Baol.

## Langue
Ils parlent le noon, une langue cangin.

## Religion

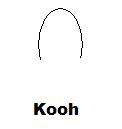
Symbole de Kooh

Les Nones sont d'abord de religion traditionnelle. Sous le Second Empire, ils ont résisté mieux que d'autres ethnies au prosélytisme musulman des marabouts venus du Djolof ou du Fouta. Les Nones appellent leur divinité suprême Kooh (en Saafi) ou Kokh-Kox (en None, var : Koh), mais ils suivent les préceptes de la religion sérère.